# Edmund Quincy (1628–1698)
El coronel Edmund Quincy II ( /ˈkwɪnzi/; 1628–1698) fue un colono, soldado, plantador, político y comerciante estadounidense de Massachusetts. Emigró al Massachusetts colonial en 1633 con su padre, el coronel Edmund Quincy I (1602-1636).

## Primeros años
Edmund Quincy II nació en Inglaterra en 1628. Era hijo del coronel Edmund Quincy I (1602-1636). En 1633, alrededor de los 5 años, emigró al Massachusetts colonial con su padre.

## Carrera
Edmund era magistrado, representante de la corte general y teniente coronel en un regimiento de la milicia de Massachusetts. En 1689 fue miembro del gobierno provisional (Comité de Seguridad). Esta fue una época de agitación en las colonias e Inglaterra. El desagradable gobernador Edmund Andros del Dominio de Nueva Inglaterra fue puesto bajo investigación por el Comité, mientras que en Inglaterra la Revolución Gloriosa (Jacobo II huyó a Francia) y la Declaración de Derechos trajeron cambios fundamentales a la estructura política. El coronel Quincy comenzó a trabajar en la propiedad familiar, llamada Quincy Homestead, alrededor de 1696.

## Vida personal
Su madre Judith Pares Quincy luego se casó con Robert Hull; Padre de John Hull. John y Edmund eran hermanastros y suegros. John y Judith Quincy Hull criaron a Daniel Quincy desde los siete años.
Su primera esposa fue Joanna Hoar, hermana de Leonard Hoar (presidente del Harvard College); y tuvieron 10 hijos:
- Daniel Quincy (7 de diciembre de 1650-1690) se casó con Anna Shepard. Antepasados de los presidentes John Adams y John Quincy Adams;
- John Quincy (5 de febrero de 1652; murió joven);
- Mary Quincy (4 de enero de 1654-1676) se casó en 1670 con Ephraim Savage. Otras fuentes dan el año 1649 como su año de nacimiento .;
- Johanna / Joanna Quincy (16 de febrero de 1654-18 de mayo de 1695) se casó con David Hobart;
- Judeth Quincy (25 de abril de 1655-8 de mayo de 1679) se casó con el Rev. John Raynor, Jr .;
- Elizabeth Quincy (28 de julio de 1656-?) Se casó en 1681 con el reverendo John Daniel Gookin;
- Edmond Quincy (9 de mayo de 1657; murió a los 4 meses);
- Ruth Quincy (29 de octubre de 1658-?) Se casó el 19 de octubre de 1686 con John Hunt.
- Ann Quincy (3 de septiembre de 1663-1676);
- Experiencia Quincy se casó con William Saul .;

Edmund y su segunda esposa, Elizabeth, viuda del reverendo John Elliot de Newton e hija del mayor general Daniel Gookin, tuvieron 2 hijos.
- Edmund Quincy (1681-1737) III fue muy activo en los asuntos coloniales, como su padre .; Su hijo fue el coronel Josiah Quincy I.
- Mary Quincy (c1684-29 de marzo de 1716) se casó con el reverendo Daniel Baker, de Shirborne;

Su tumba fue una vez marcada con dos columnas de granito en relieve con plomo. El plomo fue despojado para uso de los colonos durante la Revolución. Así lo señaló el presidente John Adams.

### Descendientes
Muchos de los descendientes de Edmund estuvieron activos en la Revolución Americana, algunos de los más notables fueron John Quincy Adams y Dorothy Quincy. La familia se casó con otras familias locales de South Shore, especialmente con los Hobarts de la cercana Hingham.